# Fantoche
Pour les articles homonymes, voir marionnette à fils, Gouvernement fantoche et Fantoches.
Fantoche est l’un des premiers héros de dessin animé, créé en 1908 par l'animateur français Émile Cohl, dans le court métrage Fantasmagorie.

## Naissance
Fantoche est apparu en 1908, il apparait dans beaucoup de courts-métrages de l'animateur Emile Cohl, jusqu'à 1921.

## Apparitions
On voit une affiche où figure Fantoche dans le film de Paul Grimault, La Table tournante.
Pour l'entrée du salon de l'animation 1999, un court métrage représentant Fantoche a été réalisé.